# رتبه‌‌بندی زیست‌پذیری جهانی
رتبه‌بندی زیست‌پذیری جهانی (انگلیسی: Global Liveability Ranking) یا قابل زندگی‌ترین شهرهای جهان یک ارزیابی سالانه است که توسط واحد اطلاعات اکونومیست (EIU) منتشر می‌شود و ۱۷۲ شهر جهانی (قبلاً ۱۴۰) را برای کیفیت زندگی شهری بر اساس ارزیابی‌های ثبات، مراقبت‌های سلامت رتبه‌بندی می‌کند. پایتخت اتریش، وین، در سال ۲۰۲۲ در میان ۱۷۲ شهر توسط واحد اطلاعات اکونومیست مورد بررسی قرار گرفت و در رتبه اول قرار گرفت این شهر قبلاً نیز در سال‌های ۲۰۱۸ و ۲۰۱۹ برنده شده بود.اوکلند (نیوزیلند) به عنوان قابل زندگی‌ترین شهر در سال ۲۰۲۱ رتبه‌بندی شد. ملبورن، استرالیا، از سال ۲۰۱۱ تا ۲۰۱۷ توسط EIU به عنوان قابل زندگی‌ترین شهر جهان برای هفت سال متوالی رتبه‌بندی شده بود.
پایتخت سوریه، دمشق، در بین ۱۴۰ شهر ارزیابی شده در سال‌های ۲۰۱۸ و ۲۰۱۹، رتبه‌بندی کم‌توان‌ترین شهر برای زندگی را به خود اختصاص داد که نشان‌دهنده درگیری‌های جاری در این کشور است.

## نتایج سال ۲۰۲۳
۱۰ شهر برتر رتبه‌بندی ۲۰۲۳.
| رتبه | شهر               | امتیاز | کشور     |
| ---- | ----------------- | ------ | -------- |
| ۱    | وین               | ۹۸٫۴   | اتریش    |
| ۲    | کپنهاگ            | ۹۸٫۰   | دانمارک  |
| ۳    | ملبورن            | ۹۷٫۸   | استرالیا |
| ۴    | سیدنی             | ۹۷٫۴   | استرالیا |
| ۵    | ونکوور            | ۹۷٫۳   | کانادا   |
| ۶    | زوریخ             | ۹۷٫۱   | سوئیس    |
| ۷    | کلگری             | ۹۶٫۸   | کانادا   |
| ۷    | ژنو               | ۹۶٫۸   | سوئیس    |
| ۹    | تورنتو            | ۹۶٫۵   | کانادا   |
| ۱۰   | اوساکا            | ۹۶٫۰   | ژاپن     |
| ۱۰   | اوکلند (نیوزیلند) | ۹۶٫۰   | نیوزیلند |

## نتایج سال  ۲۰۲۲
۱۰ شهر برتر رتبه‌بندی ۲۰۲۲.
| رتبه | شهر       | امتیاز | کشور     |
| ---- | --------- | ------ | -------- |
| ۱    | وین       | ۹۹٫۱   | اتریش    |
| ۲    | کپنهاگ    | ۹۸٫۰   | دانمارک  |
| ۳    | زوریخ     | ۹۶٫۳   | سوئیس    |
| ۳    | کلگری     | ۹۶٫۳   | کانادا   |
| ۵    | ونکوور    | ۹۶٫۱   | کانادا   |
| ۶    | ژنو       | ۹۵٫۹   | سوئیس    |
| ۷    | فرانکفورت | ۹۵٫۷   | آلمان    |
| ۸    | تورنتو    | ۹۵٫۴   | کانادا   |
| ۹    | آمستردام  | ۹۵٫۳   | هلند     |
| ۱۰   | ملبورن    | ۹۵٫۱   | استرالیا |
| ۱۰   | اوساکا    | ۹۵٫۱   | ژاپن     |

## نتایج سال  ۲۰۲۱
۱۰ شهر برتر رتبه‌بندی ۲۰۲۱.
| رتبه | شهر               | امتیاز | کشور     |
| ---- | ----------------- | ------ | -------- |
| ۱    | اوکلند (نیوزیلند) | ۹۶٫۰   | نیوزیلند |
| ۲    | اوساکا            | ۹۴٫۲   | ژاپن     |
| ۳    | آدلاید            | ۹۴٫۰   | استرالیا |
| ۴    | ولینگتون          | ۹۳٫۷   | نیوزیلند |
| ۴    | توکیو             | ۹۳٫۷   | ژاپن     |
| ۶    | پرث               | ۹۳٫۳   | استرالیا |
| ۷    | زوریخ             | ۹۲٫۸   | سوئیس    |
| ۸    | ژنو               | ۹۲٫۵   | سوئیس    |
| ۸    | ملبورن            | ۹۲٫۵   | استرالیا |
| ۱۰   | بریزبن            | ۹۲٫۴   | استرالیا |

## نتایج سال  ۲۰۱۹
۱۰ شهر برتر رتبه‌بندی ۲۰19.
| رتبه | شهر    | امتیاز | کشور     |
| ---- | ------ | ------ | -------- |
| ۱    | وین    | ۹۹٫۱   | اتریش    |
| ۲    | ملبورن | ۹۸٫۴   | استرالیا |
| ۳    | سیدنی  | ۹۸٫۱   | استرالیا |
| ۴    | اوساکا | ۹۷٫۷   | ژاپن     |
| ۵    | کلگری  | ۹۷٫۵   | کانادا   |
| ۶    | ونکوور | ۹۷٫۳   | کانادا   |
| ۷    | توکیو  | ۹۷٫۲   | ژاپن     |
| ۷    | تورنتو | ۹۷٫۲   | کانادا   |
| ۹    | کپنهاگ | ۹۶٫۸   | دانمارک  |
| ۱۰   | آدلاید | ۹۶٫۶   | استرالیا |

## نتایج سال  ۲۰۱۸
۱۰ شهر برتر رتبه‌بندی ۲۰۱۸.
| رتبه | شهر    | امتیاز | کشور     |
| ---- | ------ | ------ | -------- |
| ۱    | وین    | ۹۹٫۱   | اتریش    |
| ۲    | ملبورن | ۹۸٫۴   | استرالیا |
| ۳    | اوساکا | ۹۷٫۷   | ژاپن     |
| ۴    | کلگری  | ۹۷٫۵   | کانادا   |
| ۵    | سیدنی  | ۹۷٫۴   | استرالیا |
| ۶    | ونکوور | ۹۷٫۳   | کانادا   |
| ۷    | توکیو  | ۹۷٫۲   | ژاپن     |
| ۷    | تورنتو | ۹۷٫۲   | کانادا   |
| ۹    | کپنهاگ | ۹۶٫۸   | دانمارک  |
| ۱۰   | آدلاید | ۹۶٫۶   | استرالیا |

## نتایج سال  ۲۰۱۷
۱۰ شهر برتر رتبه‌بندی ۲۰۱۷. :
| رتبه | شهر               | امتیاز | کشور     |
| ---- | ----------------- | ------ | -------- |
| ۱    | ملبورن            | ۹۷٫۵   | استرالیا |
| ۲    | وین               | ۹۷٫۴   | اتریش    |
| ۳    | ونکوور            | ۹۷٫۳   | کانادا   |
| ۴    | تورنتو            | ۹۷٫۲   | کانادا   |
| ۵    | آدلاید            | ۹۶٫۶   | استرالیا |
| ۵    | کلگری             | ۹۶٫۶   | کانادا   |
| ۷    | پرث               | ۹۵٫۹   | استرالیا |
| ۸    | اوکلند (نیوزیلند) | ۹۵٫۷   | نیوزیلند |
| ۹    | هلسینکی           | ۹۵٫۶   | فنلاند   |
| ۱۰   | هامبورگ           | ۹۵     | آلمان    |

## نتایج سال  ۲۰۱۶
۱۰ شهر برتر رتبه‌بندی ۲۰۱۶. :
| رتبه | شهر               | امتیاز | کشور     |
| ---- | ----------------- | ------ | -------- |
| ۱    | ملبورن            | ۹۷٫۵   | استرالیا |
| ۲    | وین               | ۹۷٫۴   | اتریش    |
| ۳    | ونکوور            | ۹۷٫۳   | کانادا   |
| ۴    | تورنتو            | ۹۷٫۲   | کانادا   |
| ۵    | آدلاید            | ۹۶٫۶   | استرالیا |
| ۵    | کلگری             | ۹۶٫۶   | کانادا   |
| ۷    | پرث               | ۹۵٫۹   | استرالیا |
| ۸    | اوکلند (نیوزیلند) | ۹۵٫۷   | نیوزیلند |
| ۹    | هلسینکی           | ۹۵٫۶   | فنلاند   |
| ۱۰   | هامبورگ           | ۹۵     | آلمان    |